# Colțu Cornii, Iași
Colțu Cornii este un sat în comuna Grozești din județul Iași, Moldova, România.